# Elisabeth av Holstein (död 1416)
För andra betydelser, se Elisabet av Holstein.
Elisabeth av Holstein, död 25 januari 1416, begravd i Kammin, var dotter till greve Nikolaus av Holstein (död 1397) och Elisabeth av Braunschweig-Lüneburg (död 1384).
Elisabeth gifte sig första gången med hertig Albrekt IV av Mecklenburg (död 1388) och andra gången 1404 med hertig Erik V av Sachsen-Lauenburg (död 1436). Hon dog barnlös.